# Plastic Fang
Plastic Fang è un album discografico del gruppo musicale statunitense Jon Spencer Blues Explosion, pubblicato nel 2002 dalla Mute Records.

## Tracce
Testi e musiche di Jon Spencer Blues Explosion.
1. Sweet n Sour – 3:16
2. She Said – 4:18
3. Money Rock'n'Roll – 3:02
4. Killer Wolf – 4:33
5. Tore Up & Broke – 3:16
6. Hold On – 4:54
7. Down In The Beast – 4:26
8. Shakin' Rock'n'Roll Tonight – 2:52
9. The Midnight Creep – 3:50
10. Over And Over – 3:50
11. Mother Nature – 4:30
12. Mean Heart – 4:34

## Formazione

### Gruppo
- Jon Spencer - voce, chitarra, theremin, stilofono, battito di mani, pianoforte
- Judah Bauer - chitarra, voce, battito di mani
- Russell Simins - batteria, percussioni

### Altri musicisti
- Steve Jordan - chitarra, batteria, pianoforte, voce, percussioni, organo, battito di mani, basso
- Elliott Smith - voce (Tore Up & Broke)
- Dr. John - chitarra (Hold On)
- Bernie Worrell - organo (Hold On), basso moog (Over and Over)
- Willie Weeks - battito di mani (Hold On)